# Eleição presidencial no Brasil em 1974
A eleição presidencial brasileira de 1974 foi a vigésima-primeira eleição presidencial do país e a quarta do regime militar. Ocorreu de forma indireta, através de votação no Congresso Nacional.

## Contexto histórico
Ao longo do governo de Emílio Médici, militar pertencente a chamada "linha dura", que na juventude fora ex-tenente da Revolução de 1930 e veterano que lutou contra a Revolução Constitucionalista de 1932, a ditadura militar atingiu seu pleno auge, com controle das poucas atividades políticas toleradas, a repressão e 
a censura às instituições civis reforçadas e a proibição de qualquer manifestação de opinião contrário ao sistema. Foi um período marcado pelo uso sistemático de meios violentos como a  tortura e o assassinato. Seu período na presidência ficou conhecido historicamente como Anos de Chumbo. A principal realização do governo Médici foi terminar com os movimentos guerrilheiros existentes no Brasil (iniciados em 1965 e intensificados após o decreto do AI-5 em 1968), combate este que ficou a cargo do ministro do exército Orlando Geisel. A maior guerrilha brasileira, a Guerrilha do Araguaia, foi finalmente derrotada, abrindo espaço para que o sucessor de Médici iniciasse a abertura política.
As guerrilhas urbanas também foram formas de resistência que se ampliaram, destacaram-se dois importantes militantes políticos que pensaram essa tática de combate a ditadura militar: Carlos Marighella da Ação Libertadora Nacional (ALN) e Carlos Lamarca da Vanguarda Popular Revolucionária (VPR), ambos foram assassinados pelo regime no período do governo Médici, respectivamente nos anos 1969 e 1971. Na região urbana, a reação a ditadura militar era verificada pelo aumento do número de assaltos a bancos e sequestro de aviões. Uma das pessoas presas nos orgãos de repressão na época foi a jovem Dilma Roussef (futura presidente da república) por integrar a luta armada sob o grupo VAR-Palmares.
Os rebeldes guerrilheiros não tinham como objetivo o retorno à ordem democrática anterior ao golpe militar de 1964, mas sim a realização de uma revolução socialista no Brasil, inspirando-se na Revolução Chinesa e na Revolução Cubana. No entanto, a repressão não se limitou aos rebeldes guerrilheiros, pois devido a forte paranoia anti-comunista da Guerra Fria ela também levou ao acontecimento de muitos erros e excessos que alcançou oponentes institucionais, artistas, jornalistas e outros membros da sociedade civil, além dos militares que demonstrassem não estarem alinhados com a ditadura, como o Tenente-Brigadeiro Rui Moreira Lima, herói da Segunda Guerra Mundial que integrou o grupo de aviação de caça da Força Aérea Brasileira. Mesmo sendo herói de guerra e condecorado foi cassado e aposentado compulsoriamente. Durante a ditadura, foi preso três vezes, até que ele e o filho foram sequestrados pelo regime em 1970. Outro grupo que foi atingido foram os parentes de presos políticos.
Durante o governo Médici foi criado o I Plano Nacional de Desenvolvimento. Foram atingidos altos índices de crescimento econômico. Foi a época do chamado milagre brasileiro. O principal ideólogo do “milagre” foi o economista Antônio Delfim Neto, ministro da Fazenda desde o governo Costa e Silva. O milagre deveu-se ao ingresso maciço de capitais estrangeiros, atraídos pela estabilidade política promovida pelos governos militares.
A expansão econômica foi espetacular, com a taxa de crescimento do Produto Interno Bruto (PIB) mantendo-se elevada a cada ano. Campanhas oficiais incentivavam o povo, criando slogans como: “Ninguém mais segura este país”, “Brasil, ame-o ou deixe-o”, “Pra frente, Brasil”. A própria conquista do tricampeonato mundial de futebol no México, em 1970, colaborou para criar um clima de quase euforia e reforçar a imagem positiva do país junto ao discurso oficial. Durante todo esse período, o país experimentou níveis de crescimento que variavam entre sete e treze por cento ao ano. Vários recursos foram destinados à expansão da infraestrutura, a indústria se expandiu e novos postos de trabalho surgiram.
O governo investiu em grandes projetos, foi assinado o acordo com o Paraguai para construção da Usina Hidrelétrica de Itaipu, foi construída a ponte Rio-Niterói, o Instituto Nacional de Colonização e Reforma Agrária (Incra), a rodovia Santarém-Cuiabá e estimulou-se a exploração econômica da Amazônia e da Região Centro-Oeste.
O governo Médici se vangloriava do "milagre econômico", apontando-o como uma conquista do regime militar. Porém, a fase de prosperidade da economia brasileira tinha muito mais causas externas (internacionais) do que internas. Por isso, quando a situação da economia mundial se tornou adversa, o "milagre" brasileiro chegou ao fim.
A dependência em relação ao capital estrangeiro era bastante expressiva e a dívida externa crescia em proporções alarmantes. Porém, a manutenção de baixas taxas de juros no mercado internacional e a expansão acelerada do PIB fazia com que o problema fosse minimizado. Entretanto, a maioria da população tinha seu salário real diminuído. Na verdade, o “milagre” gerou uma acentuada desigualdade da distribuição de renda. Uma frase comum nesse período foi: “A economia vai bem e o povo vai mal”.
Todas as eleições durante o regime militar elegeram candidatos militares do partido da Aliança Renovadora Nacional (ARENA), porém durante as eleições de candidatos militares da linha-dura (1966 e 1969) não houve outras candidaturas, sendo uma eleição de chapa única. Nas eleições dos candidatos militares moderados havia uma outra chapa de oposição (1974 e 1978), com exceção de 1964, onde todas as chapas eram de militares. A candidatura militar foi indicada pelo presidente Médici tendo como oposição a chapa do Movimento Democrático Brasileiro (MDB), sendo que Médici escolherá Ernesto Geisel, irmão de Orlando.
Geisel fez parte do grupo de militares castelistas que combateram a candidatura do marechal Costa e Silva à presidência da República em 1966.
Com a posse de Costa e Silva na presidência, Geisel caiu no ostracismo político. No governo de Emílio Médici tornou-se presidente da Petrobras, enquanto seu irmão Orlando Geisel se tornou o ministro do Exército. O apoio do irmão Orlando foi decisivo para que Médici o escolhesse como candidato à presidência da república para o mandato de 1974-1979.
Tornou-se nítido para os membros do MDB que a forma mais eficaz de encerrar a Ditadura Militar seria pela disputa "eleitoral" da Presidência da República dentro do Colégio Eleitoral embora neste a maioria pertencesse a ARENA. Desse modo, apesar da percepção de que o Colégio Eleitoral votaria, invariavelmente, no General indicado pela cúpula militar, Ulysses Guimarães foi lançado "anticandidato" à Presidência da República em convenção realizada em 4 de setembro de 1973. Mesmo sem chances reais de vitória tanto Ulysses quanto o MDB experimentaram um refluxo de sua popularidade, ao conduzir uma campanha eleitoral nas ruas o que jamais tinha acontecido desde 1964, afinal os militares jamais se preocuparam com um ato dessa natureza.
O candidato da ARENA à presidência em 18 de junho de 1973, foi eleito presidente com 400 votos, contra apenas 76 do "anticandidato" Ulysses Guimarães, do MDB, em 15 de janeiro de 1974.

## Candidatos
As candidaturas foram definidas em convenções partidárias realizadas em setembro de 1973. A primeira foi da ARENA nos dias 14 e 15 que por unanimidade definiu as candidaturas de Ernesto Geisel e Adalberto Pereira dos Santos para presidente e vice respectivamente. O MDB realizou a sua convenção no Senado dia 22 que escolheu por 201 votos a chapa Ulysses Silveira Guimarães e Barbosa Lima Sobrinho.

## Votação
A votação ocorreu em 15 de janeiro de 1974 às 9 horas. O Colégio Eleitoral foi composto de 503 eleitores, sendo 66 senadores, 310 deputados federais e de 127 representantes das Assembleias Legislativas dos estados. Com o comparecimento de 497 votantes, a sessão de votação foi conduzida pelo presidente do Congresso Nacional Paulo Torres. Os votos foram nominais e abertos.  Discursaram Ulysses Guimarães e Petrônio Portela presidente da ARENA. Os 21 votos de abstenção foram dos membros do MDB discordantes do pleito e fizeram declaração de voto a mesa. Conhecidos como "Autênticos" do MDB, foram eles: Freitas Diniz (MA), Severo Eulálio (PI),  Álvaro Lins (CE), Paes de Andrade (CE), Marcondes Gadelha (PB), Fernando Lyra (PE), Marcos Freire (PE), Francisco Pinto (BA), João Borges (BA), Walter Silva (RJ), J. G. de Araújo Jorge (GB/RJ), Lysâneas Maciel (GB/RJ), Francisco Amaral (SP), Freitas Nobre (SP), Santilli Sobrinho (SP), Fernando Cunha (GO), Alencar Furtado (PR), Jaison Barreto (SC), Amaury Müller (RS), Eloy Lenzi (RS) e Getúlio Dias (RS). Também integrantes do grupo, os deputados Jerônimo Santana (RO), Fernando Gama (PR) e Nadyr Rossetti (RS) estavam no Congresso mas não votaram no plenário.

## Resultados
| Eleição para presidente do Brasil em 1974 | Eleição para presidente do Brasil em 1974 | Eleição para presidente do Brasil em 1974 | Eleição para presidente do Brasil em 1974 | Eleição para presidente do Brasil em 1974 |    |
| Candidato presidencial                    | Candidato vice-presidencial               | Partido                                   | Votos                                     | Porcentagem                               |    |
| ----------------------------------------- | ----------------------------------------- | ----------------------------------------- | ----------------------------------------- | ----------------------------------------- | -- |
| Ernesto Geisel                            | Adalberto Pereira dos Santos              | ARENA                                     | 400                                       | 84,03%                                    |    |
| Ulysses Guimarães                         | Barbosa Lima Sobrinho                     | MDB                                       | 76                                        | 15,97%                                    |    |
| Votos em branco                           | Votos em branco                           | Votos em branco                           | 21                                        | 21                                        | 21 |
| Ausências                                 | Ausências                                 | Ausências                                 | 6                                         | 6                                         | 6  |